# 1995 K리그 드래프트

## 개요
| 드래프트 실시 일시 : 1994년 11월 30일 1995년 1월 10일 (추가 드래프트) | 드래프트 실시 일시 : 1994년 11월 30일 1995년 1월 10일 (추가 드래프트) |
| 총 드래프트 신청자 : 154명                                            | 총 드래프트 신청자 : 154명                                            |
| 지명 형식                                                             | 숫자                                                                  |
| --------------------------------------------------------------------- | --------------------------------------------------------------------- |
| 드래프트 순번내 지명                                                  | 65명                                                                  |
| 창단팀 우선지명                                                       | 13명                                                                  |
| 추가 드래프트                                                         | 11명                                                                  |
| 합계 : 89명                                                           |                                                                       |

## 특징
- 1995 시즌부터 참가하게 된 전남 드래곤즈와 전북 다이노스(현 전북 현대 모터스)에게 창단팀 우선 지명권이 돌아갔다. 기존 1994 시즌 참가했던 전북 버팔로는 팀이 해체되었고, 전북 다이노스는 전북 버팔로와 별개의 구단으로 취급했기 때문에 전북 다이노스의 우선 지명 행사가 가능했다.

- 1995년 드래프트에서도 1993년과 마찬가지로, 신생팀들에 지명되는걸 꺼린 일부 선수들이 드래프트를 거부하고 일본행을 택했다. 곽경근, 이우영 등 1996년 애틀란타 올림픽대표 선수들이 그들이다. 이들은 이후, 1998년 드래프트를 통해 국내로 복귀한다.

- 지난 1993년 드래프트에서 완산 푸마의 지명을 피해 실업리그와 상무행을 택했던 노상래, 김태영, 김도훈 김인완, 유동우 등이 1995년 드래프트에 참가했다.

- 당시 4순위 지명은 연고지명이라 하여, 각 구단이 후원하는 대학의 졸업 선수를 우선 지명할 수 있게 하였다.

- 1995년 1월 10일, 대학진학에 실패한 선수와 실업축구 선수들을 대상으로 추가 드래프트를 실시하여 11명을 추가로 지명하였다.

## 지명 결과
- 지명 순서

전남과 전북이 창단팀 자격으로 3명씩 선지명한 후1순위 지명에서는 가장 뒷 순위로 밀려났다. 그 후 전시즌 K리그 순위에 역순하여 1순위 지명 순서를 정하였었다.
- 창단 팀 우선 지명

| 구단          | 대학선수 우선지명 3인  | 실업선수 지명                                          |
| ------------- | ---------------------- | ------------------------------------------------------ |
| 전북 다이노스 | 김도훈, 장철민, 김대식 | 송덕균, 최진규                                         |
| 전남 드래곤즈 | 김도근, 주홍렬, 김현수 | 박종문, 김인완, 유동우, 노상래, 양동연, 김태영, 황인성 |
- 드래프트 결과

| 구단          | 1순위  | 2순위  | 3순위  | 임의지명 | 5순위  | 6순위          | 7순위 이하                                                                   | 추가드래프트                  |
| ------------- | ------ | ------ | ------ | -------- | ------ | -------------- | ---------------------------------------------------------------------------- | ----------------------------- |
| 전남 드래곤즈 | 오경석 | 박승수 | 김태엽 | 하광운   | 유성민 | 오태동, 박성원 |                                                                              | 한용만, 김태경                |
| 전북 다이노스 | 김범수 | 강금철 | 김봉현 | 김태인   | 고성민 | 조영우         | 김원태, 강성민, 정재열, 김우택                                               | 박종필, 정경구                |
| 일화 천마     | 오주포 | 조재성 | 김원규 | 황연석   | 권정근 |                | 김국환, 강영태                                                               | 문성길                        |
| 대우 로얄즈   | 윤희준 | 김학철 | 김기철 | 권해창   | 이성문 | 황명구         | 류명선, 변승호, 변정훈, 백형진 박한석, 김동준, 김효중, 한승규 최영택, 송치국 | 김관규, 안경수 곽대성, 박상훈 |
| LG 치타스     | 손현준 | 김대성 | 이원준 | 이정호   |        |                | 김학순                                                                       |                               |
| 유공 코끼리   | 김윤근 | 박효빈 |        | 윤정환   |        |                |                                                                              |                               |
| 현대 호랑이   |        | 한연철 | 최낙근 | 서동명   | 황승주 |                |                                                                              | 황한철                        |
| 포항 아톰즈   | 장현호 | 박상인 | 강상협 | 박영섭   | 강민순 | 정우창         | 김영호, 박현순, 김인섭, 이철호 최태종                                        | 임진용                        |

## 참고사항
1. ↑  전남은 실업팀 선수도 7명 우선지명, 전북은 2명 우선지명